# Schuberts Frühlingstraum
Schuberts Frühlingstraum (El somni primaveral de Schubert) és una pel·lícula musical alemanya de 1931 dirigida per Richard Oswald. Els protagonistes són Carl Jöken, Gretl Theimer i Alfred Läutner. És un biopic situat a començaments del segle xix sobre el compositor austríac Franz Schubert. És una de dues pel·lícules juntament amb Wien, du Stadt der Lieder(Viena, ciutat de cançó) (1930) amb les quals aquest director va voler fer un homenatge musical a la seva ciutat, Viena.

## Repartiment
- Carl Jöken com a Franz Schubert
- Gretl Theimer com a Maria Esterhazy
- Alfred Läutner com a Graf Esterhazy
- Willy Stettner cocom a m Von Fekete, sein Schwiegersohn in spe
- Lucie Englisch com a Therese, Wirtin der 'Höldrichsmühle'
- Sig Arno com a Ferdi Klebinder
- Oskar Sima com a Sepp, Küfer der 'Höldrichsmühle'
- Gustl Gstettenbaur com a Schani, Piccolo in der 'Höldrichsmühle'
- Fritz Kampers
- Max Hansen
- Paul Morgan